# Hipersześcian

Odcinek – hipersześcian 1-wymiarowy

Kwadrat – hipersześcian 2-wymiarowy

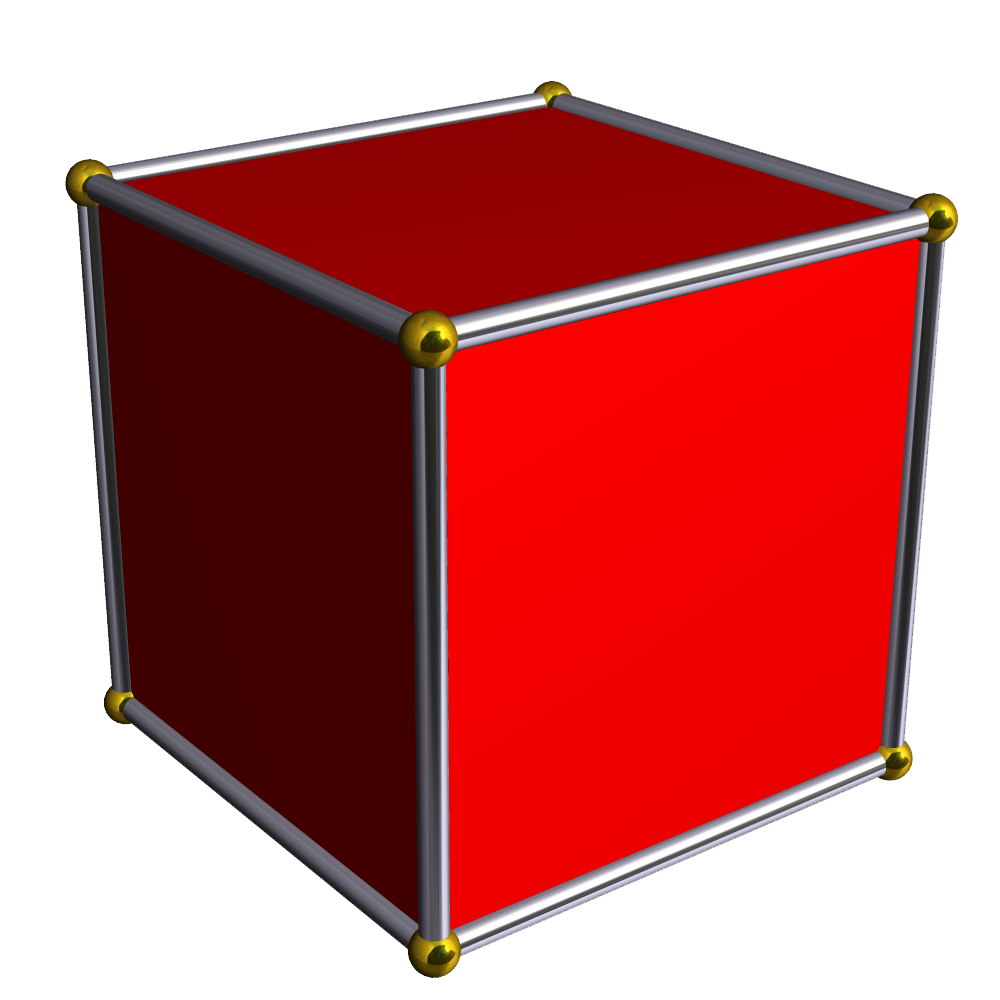
Wizualizacja sześcianu – hipersześcianu 3-wymiarowego

Wizualizacja tesseraktu – hipersześcianu 4-wymiarowego

Animacja rzutu obracającego się tesseraktu

Rzuty hipersześcianów na płaszczyznę (do sześciowymiarowego hipersześcianu włącznie)

Hipersześcian – uogólnienie sześcianu w {\displaystyle n}-wymiarowych przestrzeniach kartezjańskich {\displaystyle \mathbb {R} ^{n}.} Hipersześcianami są obok sześcianu między innymi odcinek i kwadrat, jednak nazwy hipersześcian używa się najczęściej dla przestrzeni o wymiarach powyżej trzech. Hipersześcian jest wielokomórką foremną.

## Definicja
Hipersześcian o krawędzi długości {\displaystyle a>0} w przestrzeni kartezjańskiej {\displaystyle n}-wymiarowej jest zbiorem jej punktów, których współrzędne {\displaystyle (x_{1},x_{2},\dots ,x_{n})} w pewnym układzie współrzędnych prostokątnym spełniają układ nierówności:
{\displaystyle \left\{{\begin{matrix}0\leqslant x_{1}\leqslant a\\0\leqslant x_{2}\leqslant a\\\dots \\0\leqslant x_{n}\leqslant a\end{matrix}}\right.}
Równoważnie można ten układ zapisać w postaci jednej nierówności wykorzystując maksimum:
{\displaystyle \max(x_{1},\ a-x_{1},\ x_{2},\ a-x_{2},\ \dots ,\ x_{n},\ a-x_{n})\leqslant a.}

## Brzeg hipersześcianu
Na ilustracjach pokazano cztery hipersześciany: odpowiednio jednowymiarowy odcinek, dwuwymiarowy (płaski) kwadrat, trójwymiarowy sześcian oraz czterowymiarowy tesserakt. Ścianami sześcianu jest 6 kwadratów, zaś ścianami tesseraktu jest 8 sześcianów. Dla kwadratu odpowiednikami ścian są boki (4 odcinki). Na rysunku obok sześcienne ściany tesseraktu są widoczne jako sześcian „daleki” (oddalony w czwarty wymiar więc w rzucie perspektywicznym mniejszy), sześcian „bliski” (najbliżej patrzącego w czwartym wymiarze) oraz 6 ostrosłupów ściętych (też efekt perspektywy), z których każdy ma po jednym kwadracie wspólnym z sześcianem „dalekim” i „bliskim”. Analogicznie pięciowymiarowy hipersześcian (penterakt) ma jako ściany 10 tesseraktów, i ogólnie {\displaystyle n}-wymiarowy hipersześcian {\displaystyle 2n} hipersześcianów {\displaystyle (n-1)}-wymiarowych.
Hipersześcianem jednowymiarowym jest odcinek (odpowiedniki ścian to końce – 2 punkty), a zerowymiarowym – punkt.
Podobnie jak na brzegu trójwymiarowego sześcianu znajdują się sześciany dwu-, jedno- i zerowymiarowe (ściany, krawędzie i wierzchołki), tak na brzegu dowolnego {\displaystyle n}-wymiarowego hipersześcianu znajdziemy w szczególności {\displaystyle {n \choose k}2^{n-k}} hipersześcianów {\displaystyle k}-wymiarowych dla każdego {\displaystyle k\in \{0,1,\dots ,n-1\}.}
Istnieje również rekurencyjna zależność dla powyższego wzoru jawnego. W tym celu posłużymy się pewną dwuargumentową funkcją {\displaystyle N(n,k)} określającą liczbę hipersześcianów {\displaystyle k}-wymiarowych w hipersześcianie {\displaystyle n}-wymiarowym, przy czym {\displaystyle n\geqslant k.} Na początek ustalimy liczbę wierzchołków dla hipersześcianu {\displaystyle n}-wymiarowego. Punkt (hipersześcian zerowymiarowy) składa się z 1 wierzchołka, czyli z samego siebie. Odcinek (hipersześcian jednowymiarowy) składa się z 2 wierzchołków. Kwadrat (hipersześcian dwuwymiarowy) składa się z 4 wierzchołków. Sześcian (hipersześcian trójwymiarowy) składa się z 8 wierzchołków. Na podstawie powyższych obserwacji łatwo zauważyć, że dowolny hipersześcian {\displaystyle n}-wymiarowy składa się z:
- {\displaystyle 2^{n}} hipersześcianów zerowymiarowych, czyli wierzchołków:

{\displaystyle N(n,k)=2^{n};\quad k=0}
- dokładnie jednego hipersześcianu {\displaystyle n}-wymiarowego, czyli z samego siebie:

{\displaystyle N(n,k)=1;\quad k=n}
Nietrudno też zaobserwować proces tworzenia hipersześcianu {\displaystyle (n+1)}-wymiarowego z hipersześcianu {\displaystyle n}-wymiarowego. Powstaje on mianowicie poprzez skopiowanie poprzedniego i połączenie odpowiadających sobie wierzchołków, tworząc tym samym nowe krawędzie, a oprócz nich ściany i pozostałe hipersześciany {\displaystyle m}-wymiarowe (gdzie {\displaystyle m<n}). Uogólniając powyższe spostrzeżenie na dowolny wymiar: każdy {\displaystyle n}-wymiarowy hipersześcian posiada pewną liczbę hipersześcianów {\displaystyle k}-wymiarowych, która jest równa podwojonej liczbie tych hipersześcianów dla {\displaystyle (n-1)}-wymiarowego hipersześcianu (podwójna liczba wynika z wyżej opisanego kopiowania), powiększoną o liczbę hipersześcianów {\displaystyle (k-1)}-wymiarowych dla tegoż hipersześcianu (co wynika z połączenia odpowiadających sobie tychże hipersześcianów – z hipersześcianu poprzedniego i jego kopii). To wszystko zachodzi oczywiście dla {\displaystyle 0<k<n{:}}
{\displaystyle N(n,k)=N(n-1,k-1)+2N(n-1,k)\quad 0<k<n.}
Z powyższych rozważań utworzyć można rekurencyjny wzór na liczbę {\displaystyle k}-wymiarowych hipersześcianów w dowolnym hipersześcianie {\displaystyle n}-wymiarowym:
{\displaystyle N(n,k)=\left\{{\begin{array}{l}2^{n};\quad k=0\\1;\quad k=n\\N(n-1,k-1)+2N(n-1,k);\quad 0<k<n\end{array}}\right.}
Zależność pomiędzy powyższym wzorem rekurencyjnym a wzorem jawnym można udowodnić indukcyjnie:
{\displaystyle k=0:\quad 2^{n}=1\cdot 2^{n-0}={n \choose 0}2^{n-0}={n \choose k}2^{n-k}}
{\displaystyle k=n:\quad 1=1\cdot 1={n \choose n}2^{0}={n \choose n}2^{n-n}={n \choose k}2^{n-k}}
{\displaystyle {\begin{aligned}0<k<n:\quad &N(n-1,k-1)+2N(n-1,k)\\&={n-1 \choose k-1}2^{(n-1)-(k-1)}+2{n-1 \choose k}2^{(n-1)-k}\\&={n-1 \choose k-1}2^{n-1-k+1}+2{n-1 \choose k}2^{n-1-k}\\&={n-1 \choose k-1}2^{n-k}+\not 2{n-1 \choose k}\cdot {\frac {2^{n-k}}{\not 2}}\\&={n-1 \choose k-1}2^{n-k}+{n-1 \choose k}2^{n-k}\\&=\left({n-1 \choose k-1}+{n-1 \choose k}\right)2^{n-k}\\&={n \choose k}2^{n-k}\end{aligned}}}
W {\displaystyle n}-wymiarowym hipersześcianie z każdego wierzchołka wychodzi {\displaystyle n} prostopadłych do siebie krawędzi.

## Wzory
- {\displaystyle a} – długość boku hipersześcianu;
- {\displaystyle n} – liczba wymiarów hipersześcianu (przykładowo dla kwadratu {\displaystyle n=2,} a dla sześcianu {\displaystyle n=3}).

„Objętość hipersześcianu”, tzn. {\displaystyle n}-wymiarowa miara Jordana hipersześcianu:
{\displaystyle V_{n}=a^{n}}
„Pole powierzchni” hipersześcianu, tzn. {\displaystyle (n-1)}-wymiarowa miara Jordana brzegu hipersześcianu:
{\displaystyle S_{n}=2n\cdot a^{n-1}}
Długość przekątnej hipersześcianu:
{\displaystyle d=a{\sqrt {n}}}
Promień hiperkuli wpisanej w hipersześcian:
{\displaystyle r={\frac {a}{2}}}
Promień hiperkuli opisanej na hipersześcianie:
{\displaystyle R={\frac {a{\sqrt {n}}}{2}}}
|  |  |  |  |  |

## Lista hipersześcianów
Poniżej znajduje się lista {\displaystyle n}-wymiarowych hipersześcianów (do {\displaystyle n=10} włącznie).
| n=                 | Grafika | Nazwa                                                     | Symbol Schläfliego  | Diagram Coxetera-Dynkina | Wierz- choł- ków | Kra- wę- dzi (bo- ków) | Ścian | Ko- mó- rek | Ścian 4-wym. | Ścian 5-wym. | Ścian 6-wym. | Ścian 7-wym. | Ścian 8-wym. | Ścian 9-wym. | Ścian 10-wym. |
| ------------------ | ------- | --------------------------------------------------------- | ------------------- | ------------------------ | ---------------- | ---------------------- | ----- | ----------- | ------------ | ------------ | ------------ | ------------ | ------------ | ------------ | ------------- |
| {\displaystyle -1} |         | nuliotop                                                  | –                   | –                        | –                | –                      | –     | –           | –            | –            | –            | –            | –            | –            | –             |
| {\displaystyle 0}  |         | Punkt monon                                               | –                   | –                        | 1                | –                      | –     | –           | –            | –            | –            | –            | –            | –            | –             |
| {\displaystyle 1}  |         | Odcinek ditel                                             | {} bądź {2}         |                          | 2                | 1                      | –     | –           | –            | –            | –            | –            | –            | –            | –             |
| {\displaystyle 2}  |         | Kwadrat tetragon                                          | {4}                 |                          | 4                | 4                      | 1     | –           | –            | –            | –            | –            | –            | –            | –             |
| {\displaystyle 3}  |         | Sześcian heksaedr                                         | {4,3}               |                          | 8                | 12                     | 6     | 1           | –            | –            | –            | –            | –            | –            | –             |
| {\displaystyle 4}  |         | Hipersześcian czterowymiarowy (in. oktachoron, tesserakt) | {4,3,3}             |                          | 16               | 32                     | 24    | 8           | 1            | –            | –            | –            | –            | –            | –             |
| {\displaystyle 5}  |         | Hipersześcian pięciowymiarowy (in. penterakt)             | {4,3,3,3}           |                          | 32               | 80                     | 80    | 40          | 10           | 1            | –            | –            | –            | –            | –             |
| {\displaystyle 6}  |         | Hipersześcian sześciowymiarowy (in. hekserakt)            | {4,3,3,3,3}         |                          | 64               | 192                    | 240   | 160         | 60           | 12           | 1            | –            | –            | –            | –             |
| {\displaystyle 7}  |         | Hipersześcian siedmiowymiarowy (in. hepterakt)            | {4,3,3,3,3,3}       |                          | 128              | 448                    | 672   | 560         | 280          | 84           | 14           | 1            | –            | –            | –             |
| {\displaystyle 8}  |         | Hipersześcian ośmiowymiarowy (in. okterakt)               | {4,3,3,3,3,3,3}     |                          | 256              | 1024                   | 1792  | 1792        | 1120         | 448          | 112          | 16           | 1            | –            | –             |
| {\displaystyle 9}  |         | Hipersześcian dziewięciowymiarowy (in. ennerakt)          | {4,3,3,3,3,3,3,3}   |                          | 512              | 2304                   | 4608  | 5376        | 4032         | 2016         | 672          | 144          | 18           | 1            | –             |
| {\displaystyle 10} |         | Hipersześcian dziesięciowymiarowy (in. dekerakt)          | {4,3,3,3,3,3,3,3,3} |                          | 1024             | 5120                   | 11520 | 15360       | 13440        | 8064         | 3360         | 960          | 180          | 20           | 1             |

## Siatka hipersześcianu

Ilustracja trójwymiarowej siatki tesseraktu, złożonej z sześcianów

Wyobrażenie sobie wielowymiarowych hipersześcianów jest dla ludzi, jako istot postrzegających tylko trzy wymiary przestrzenne, bardzo trudne o ile w ogóle możliwe.
Spójrzmy na siatki hipersześcianów. Płaski kwadrat składa się z odcinków, zaś siatka trójwymiarowego sześcianu składa się z kwadratów. Analogicznie „siatka” tesseraktu będzie się składała z sześcianów, a hipersześcianu pięciowymiarowego – z tesseraktów – hipersześcianów czterowymiarowych.
Podobnie, można by pokazać tzw. płaszczakom (tj. potencjalnym istotom żyjącym na płaszczyźnie, postrzegającym tylko dwa wymiary) siatkę sześcianu. Zobaczyłyby one sześć „sztywno” połączonych ze sobą kwadratów ułożonych na kształt krzyża. Człowiek – istota trójwymiarowa – zacząłby składać z nich sześcian, najpierw wyginając kolejne kwadraty do góry, w trzeci wymiar – wysokość. Dla płaszczaka pojęcie wysokości jest jednak niewyobrażalne, więc gdy kolejne kwadraty położone na płaszczyźnie „podnosiłyby” się do góry, w jego postrzeganiu świata po prostu one by znikały, aż w końcu zostałby tylko jeden kwadrat, który na początku znajdował się w środku siatki.
Tak samo stałoby się, gdyby hipotetyczna istota czterowymiarowa próbowała pokazać człowiekowi składanie tesseraktu. Na początku człowiek widziałby osiem połączonych ze sobą na kształt krzyża sześcianów (zobacz ilustracja obok). Istota czterowymiarowa rozpoczęłaby składanie tesseraktu „podnoszeniem” sześcianów w czwarty, niewidzialny dla człowieka wymiar. Dla człowieka kolejne sześciany „podnoszone” w wyższy wymiar znikałyby, aż zostanie tylko jeden, na początku będący w środku siatki bryły.

## Hipersześciany w informatyce
Hipersześcian, a dokładniej graf połączeń jego wierzchołków jest jedną z topologii połączeń procesorów w superkomputerach. Jedną z zalet takich superkomputerów jest bardzo duża wydajność algorytmów przesyłających wiadomości pomiędzy procesorami z powodu stałej i małej (2) odległości pomiędzy wszystkimi procesorami. Również symetria tej topologii pozwala na łatwe badanie jej właściwości teoretycznie ze względu na to że wszystkie węzły są równorzędne. Topologia hipersześcianu niestety napotyka na problemy związane z fizyczną trudnością utworzenia tak dużej liczby połączeń. Z tego powodu obecnie większość superkomputerów to klastry o hierarchicznej budowie stosujące raczej przełączniki, niż bezpośrednie połączenia. Najbardziej znany superkomputer w topologii hipersześcianu to Intel iPSC/860
W zastosowaniach bazodanowych hipersześcian jest synonimem iloczynu kartezjańskiego zbioru wartości z kilku (czasami setek lub tysięcy) kolumn.

## Hipersześciany w popkulturze
Wielowymiarowe hipersześciany i niektóre niewyjaśnione do dziś zagadnienia z nimi związane służą często jako inspiracje do różnego rodzaju dzieł. Dla przykładu, Salvador Dalí, hiszpański malarz surrealistyczny, zainspirowany tesseraktem stworzył w 1955 słynny obraz Corpus Hypercubus, który przedstawia Jezusa ukrzyżowanego na trójwymiarowej siatce tej czterowymiarowej figury.
Hipersześcian jest również motywem przewodnim opowiadania pt. And he built a crooked house (ang. I zbudował krzywy dom) autorstwa Roberta Heinleina, które opowiada o pewnym małżeństwie, które buduje sobie dom w kształcie siatki tesseraktu, złożonej z ośmiu sześcianów. W mieście następuje jednak trzęsienie ziemi i w nieznany sposób siedem sześcianów znika, tak że zostaje tylko jeden. Małżeństwo wchodzi do domu i okazuje się, że podczas trzęsienia z sześcianów „zwinął” się czterowymiarowy tesserakt, z którego nie ma wyjścia i zachodzą w nim najróżniejsze anomalie czasowe oraz przestrzenne – np. z każdego okna widać inną część świata. Żeby wydostać się z niego, trzeba było czekać do następnego trzęsienia ziemi, podczas którego tesserakt z powrotem się „rozwinął”.
O podobnej tematyce nakręcono również kanadyjski horror – Cube 2 w reżyserii Andrzeja Sekuły.
Tematykę tesseraktu i czwartego wymiaru, opartą głównie na pracach Charlesa Edwarda Hintona wykorzystał również Jacek Dukaj w utworze Zanim noc wydanym wraz z powieścią Xavras Wyżryn.
Kształt hipersześcianu posiada Grande Arche Wielki Łuk Braterstwa w dzielnicy Paryża La Défense
Tesserakt pojawił się również w filmie Avengers, gdzie był źródłem nieskończonej energii.
W filmie Interstellar główny bohater poprzez czarną dziurę trafia do czterowymiarowej budowli nazwanej tesseraktem, który posłużył do pokazania, że czas może być wymiarem fizycznym, i że przy pomocy tesseraktu jest możliwe przesyłanie wiadomości wzdłuż osi czasu.
Tesserakt pojawił się na okładce albumu duetu Kaz/Mario Kontrargument – „Początek Końca Końca Początku”.